# Reial Col·legi Seminari de Corpus Christi
El Reial Col·legi Seminari de Corpus Christi, també conegut com a Col·legi del Patriarca, és un seminari fundat en 1583 per Joan de Ribera, arquebisbe i virrei de València i patriarca d'Antioquia, qui tres anys després posà la primera pedra. Se situa a la plaça del Col·legi del Patriarca, al barri de la Xerea de la ciutat de València.
El diumenge 8 de febrer de 1604, encara que l'edifici no estava completament acabat, però aprofitant l'estada en València del rei Felip III, inaugurà la fundació.

## Història
El Reial Col·legi Seminari de Corpus Christi té l'origen en la intenció de l'arquebisbe d'aleshores, Joan de Ribera per crear un col·legi-seminari dedicat a formar sacerdots dins dels corrents contrareformistes. La construcció de l'edifici va estar supervisada pel mateix arquebisbe o bé per mitjà del seu auxiliar, Miquel de Espinosa, mantenint un contacte pròxim als mestres que hi van treballar. L'any 1583 en redactà la carta de fundació.
S'ha conservat perfectament fins als nostres dies, degut en part a les indicacions del Patriarca Ribera deixades en les Constituciones perquè la capella (i tot el col·legi) es conservara: «perpetuamente en la misa forma y fabrica que la dexamos sin que se pueda acrecentar ni disminuir en ella». Expressió doctrinal dels ideals contrareformistes, dels quals Ribera en fou un estricte seguidor, el Col·legi del Patriarca consolida, amb un marcat caràcter d'unitat, els dictats religiosos i artístics extrets de Trento. La mateixa advocació del Col·legi, dedicat al sagrament eucarístic, com el destacat culte a les relíquies que conté o el rigor reformista adjudicat a les imatges (d'una legible, distanciada i didàctica escriptura sacra) desenvolupades als frescos del temple, troben la seua expressió en els ideals tridentins.
S'aprecia el coneixement de les Instructiones fabricae et supellectilis ecclesiasticae (Milà, 1577) de Carles Borromeo, obra caracteritzada per aplicar a l'arquitectura els decrets del concili de Trento, i que figurava a la biblioteca del Patriarca, la qual va servir de directriu a l'hora de fixar la imatge arquitectònica de l'edifici. L'obsessió per les entrades amb llinda i quadrangulars, no en forma d'arc, amb portes amb panys i claus, però «de cap manera a l'exterior», guardians d'irreverències o pertorbacions dels «misteris sacres de l'altar», de possibles furts sacrílegs de relíquies i joies del temple, amb cossos de llums i llanternó a la cúpula, o amb finestres abotzinades; la importància assignada a l'elevació del paviment de la capella major i el seu accés per calculades grades de marbre per ressaltar la cerimònia religiosa; la destacada col·locació de la imatge de Crist crucificat a la capella major; la recomanació insistent d'una planta «semblant a la de la creu», com en les antigues basíliques cristianes; o inclús el paper principal i rector assignat al bisbe de la diòcesi en qüestions arquitectòniques, aconsellat directament per l'arquitecte i preocupat pels nombrosos detalls constructius, constitueixen aspectes que quadren perfectament amb les intencions que es desprenen de la fàbrica del Col·legi i de l'actitud del seu fundador en la seua construcció Aquesta actitud continuarà anys més tard, quan el 1631, el successor de Joan de Ribera, Isidoro Aliaga convoca un sínode on s'esmenta un Advertencias para los edificos y fábricas de los templos, text inspirat en el text de Borromeo, però també en les actituds arquitectòniques dutes a termes per Ribera en el seu llarg mandat.
Arquitectònicament el col·legi del Patriarca reflecteix contundentment l'estat dels afers referents a l'arquitectura que viu la ciutat de València durant les dues últimes dècades del segle xvi. Quan s'inicia la seua construcció, el 1586, la cultura arquitectònica valenciana ja havia integrat plenament el llenguatge renaixentista basat en la comprensió dels ordres, en el sistema de proporcions establert per l'alliçonament de l'Antic i pels tractats de Vitruvi, Alberti o Serlio. Però al mateix temps s'havia aconseguit integrar, recrear o innovar tradicions arquitectòniques pròpies, com l'estereotomia o els sistemes de fer voltes amb rajoles, dins l'àmbit d'un classicisme que deixava de sentir-se com a quelcom forà i començava a sentir-se com a propi.
En la carta de fundació escrita el 1583 es menciona la «traça y designo» que es manaria a fer per a la construcció del col·legi. Disseny que en 1586, quan es col·locà la primera pedra, i encara més el 1590, quan començà a construir-se l'església, ja havia d'estar enllestit, almenys les seues línies generals pel fet que, a pesar de la maqueta polivalent del col·legi, en aquestes dates s'havia de tindre clar la noció de l'espai disponible. Sobre l'autor d'aquesta traça, o plànol, de la fase inicial, és rellevant la presència de Gaspar Gregori, en qui el Patriarca Ribera havia delegat la compra dels solars del Col·legi el febrer de 1583 i a qui les capitulacions de la fàbrica de l'església l'any 1590 nomenen com a supervisor de les obres de pedra picada del temple. Gregori va estar en actiu entre 1546 i 1592, a més ja havia treballat per a Joan de Ribera en altres ocasions (traces per a l'església del Salvador de Cocentaina l'any 1576) i probablement és l'arquitecte més significatiu de la segona meitat del segle xvi valencià. Gregori era fuster i entallador, però destacava per la seua vessant de tracista d'arquitectura (architector), activitat des de la qual es dedica a obres civils, religioses, públiques o hidràuliques. Així, fou autor de les obres més importants que es feren a València durant la segona meitat de segle, la reconstrucció de l'Hospital General, l'Obra Nova de la Catedral, la reedificació de la torrassa de la Generalitat, la Casa d'Armes o la Casa dels Drets. En aquest sentit, el projecte inicial del col·legi, atribuït tradicionalment a Guillem del Rei i amb qui es va capitular la fàbrica de l'església en juny del 1590, s'hauria de relacionar amb Gaspar Gregori, arquitecte que interpretaria arquitectònicament les orientacions del mateix arquebisbe promotor. Per una altra banda, Guillem del Rei era picapedrer expert en dur a terme les traces d'altres mestres, com havia fet en l'Obra Nova, a la Torrassa de la Generalitat o el segon creuer de l'Hospital, totes traçades per Gregori. A la concertació de l'església s'expressava el sotmetiment a una traça que no es podia modificar i la seua dependència respecte a Gregori «todo a conoçimiento de maestre gregorio» per a l'elecció dels materials.
Durant la Guerra Civil serví de magatzem de les obres del Museu del Prado, junt amb les Torres de Serrans. Des de novembre de 1937 fins a abril de 1938 es traslladaren a València les obres del Tesoro Artístico i la Junta Central del Tesoro Artístico va desenvolupar la seua tasca en el Col·legi del Patriarca des del qual es realitzaven tots els processos de conservació i restauració que van ser necessaris. A les naus de l'església es guardaren els llenços de grans dimensions. L'estructura de l'edifici va ser reforçada i es van assegurar mesures de conservació com tindre una bona ventilació i accés encara que es tractava de dipòsits temporals. En aquest moment també s'emmagatzemaren manuscrits i llibres procedents de la Biblioteca Nacional, d'El Escorial i les biblioteques i els arxius de la Catedral de València.
El conjunt de l'edifici fou declarat Monument Històric Nacional el 1962.

### Repercussió posterior de l'edifici
Poques obres valencianes han merescut tants elogis i ha sigut ben considerat com el Col·legi de Corpus Christi. Ja en 1602 abans de la seua culminació es deia: «que es ya del mundo octava maravilla/ y primera en Valencia y en Castilla». L'any 1767 Teixidor, feia seua la prosa barroca de Busquets (1683), biògraf del Patriarca, referint-se a la capella: 
| « | De su hermoso templo (afirmava Teixidor al·ludint a Busquets) escrivió lo la experiencia nos precisa confessar, a saber: Que suspende a la vista y pasma los sentidos, acusando la conciencia del hombre más divertido que la mira, la extraña piedad y devoción que infunde en los corazones más duros, la reverencia y callada veneración que respira la inmensa riqueza de los ornamentos y vasos sagrados, en el concierto en la celebarción de los divinos oficios, la autoridad con que le sirven, y la harmonia de tantas voces escogidas, que aclaman alabanzas a Dios como aquellos Serafines continuamente; aquí parece se transfiguró segunda vez Cristo, haciendo alarde festivo de su gloria en la eminencia de este Templo. | » |

 Esclapés l'anomenava «heroica fábrica», es pot plantejar la hipòtesi que inclús en l'intent de reforma barroca proposat en la primera meitat del segle xviii, va pesar més la idea d'exaltar el temple per la via de l'ornament, que la d'alterar la seua considerada substantivitat arquitectònica i artística.
També repercutí al medi artístic valencià, alguns exemples d'això serien: la seua primerenca cúpula sobre tambor decorada amb teules vidriades va ser un model immediat per a altres esglésies i capelles sacramentals siscentistes; la complexa estereotomia de la seua escala monumental s'establí com un exemple constant per a futures generacions d'arquitectes, fins i tot del segle xviii; la composició dels seus retaules va obrir la porta als recursos d'arrel miquelangelesca, que tingueren una ampla i important repercussió a les façanes-retaule del segle xvii valencianes; diversos artistes van buscar inspiració artística en detalls del mateix (Josep Vergara als frescos del presbiteri de l'església de Xiva o Juan Pérez Castiel a la portada de l'església de Sant Andreu); el mateix pati no fou indiferent als requeriments classicistes de l'Acadèmia de Sant Carles i els seus professors manaren que els seus alumnes el dibuixaren.

## Arquitectura

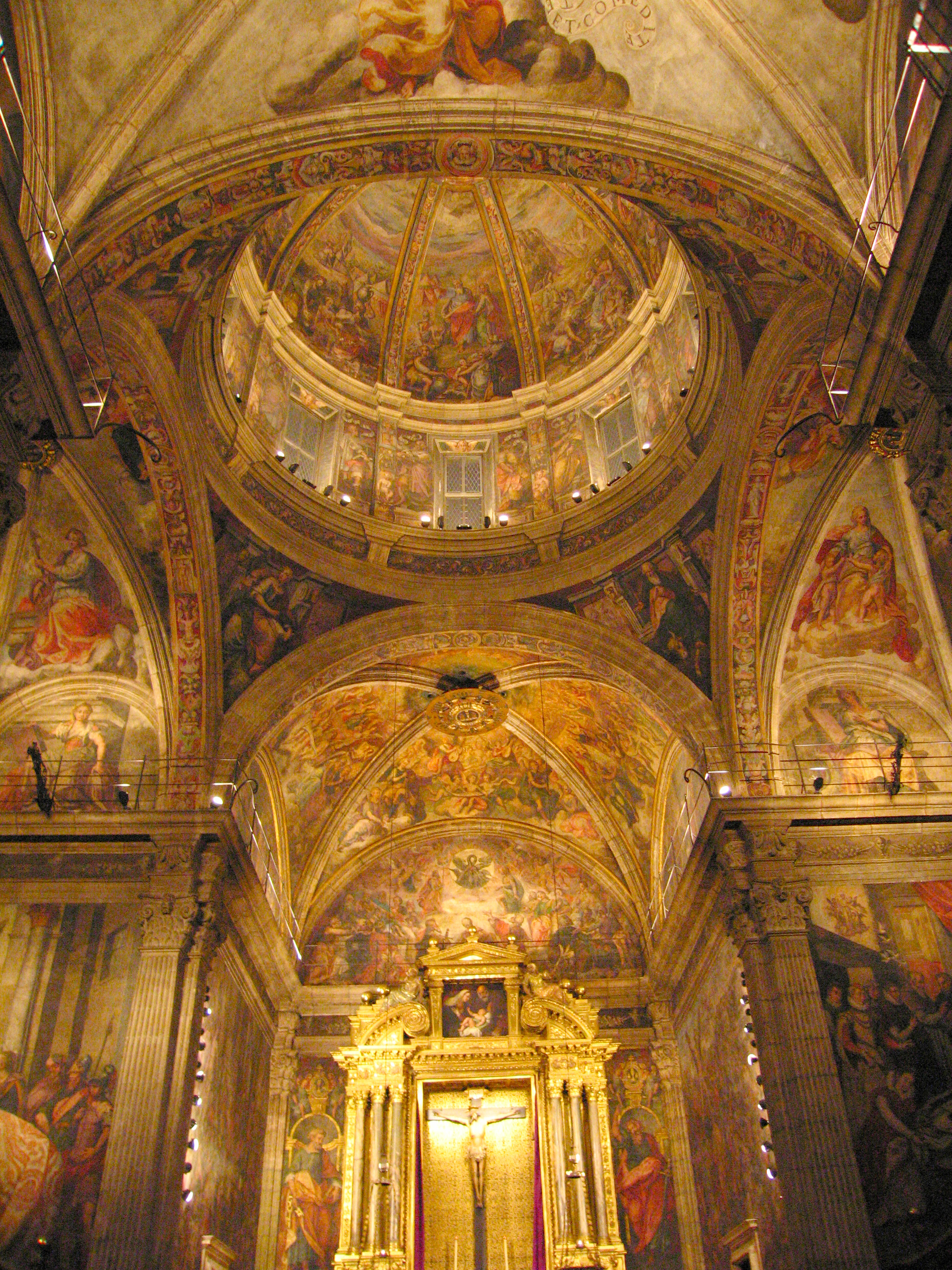
Vista de l'interior

Tot l'edifici, construït entre 1586 i 1615, ocupa una illa completa de caràcter irregular. Se situa enfront de la Universitat amb la finalitat de facilitar l'accés i el control dels col·legials, per això el Patriarca havia comprat més de vint cases entre 1580 i 1583.
El Patriarca consta de dos àmbits diferenciats: l'església i la capella del Monument, separats pel vestíbul; i el claustre al voltant del qual s'estructuren les dependències (refectori, sala rectoral, biblioteca, sala de mapes). Dues torrasses laterals, que són caixes d'escala, sobresurten pel seu volum cúbic: el més petit remata en una espadanya i conté una escala claustral d'obra en rajola, el més gran correspon a l'escala monumental treballada en pedra, i que després de l'església i el claustre és una de les peces més notables del conjunt.

### Església
És una peça de gran interès tant en les seues intencions com pels seus resultats. Constitueix un dels elements més destacables del conjunt i suposa la instal·lació a València d'un nou model d'església que trencava clarament amb la tipologia medieval d'església parroquial, en evolució en eixos moments. Possiblement es fa ressò de les directrius contrareformistes del Instructiones fabricae, i adopta la planta de creu llatina sense estar marcada amb una gran cúpula en el creuer (la «cruz que hace el cimborrio» comentada per l'humanista Palmireno ja el 1571, protegit del mateix Ribera), nau central ampla de dos trams amb capelles laterals amples i poc profundes, un tercer tram que correspon al cor en alt dels peus i per on s'efectua l'accés des del vestíbul lateral. La capella major té capçalera recta i prescindeix de la forma poligonal tradicional, aquesta modificació ja havia sigut introduïda uns anys abans en algunes esglésies promogudes pel Patriarca Ribera al sud de l'arquebisbat i que es repetiria en altres també relacionades amb la voluntat del Patriarca (com la del convent dels Caputxins de la sang de València o el Monestir del Sant Sepulcre d'Alcoi).
Aquest programa estava en consonància amb les exigències del fundador, el qual no volia una església molt gran com les de les parròquies, sinó que aquesta era la capella del col·legi, amb un accés exclusiu des del vestíbul.
El conjunt del temple el recorren pilastres corínties estriades sobre pedestals alts i entaulament amb mènsules fullades, a tall de l'ordre compòsit difós per Serlio, allotjant al davant de les capelles amplis arcs de mig punt que carreguen sobre «pilars estriats quadrats» que en realitat són columnes àtiques. Aquesta ordenació ja estava prevista a la capitulació pactada amb Guillem del Rei el 1590. És una declinació correcta i suggestiva del sintagma clàssic arc-pilar i pilastra entaulament, diferent de l'ús estereotipat que se'n feia en altres temples valencians del moment, generalment parroquials. El més singular d'aquesta articulació és la diferenciació entre l'ordenament de la pilastra-entaulament i la de l'arc-pilar quadrat, sense connectar amb impostes, ambdós dibuixats clarament sobre el parament amb una evident voluntat estereotòmica, recurs que s'allunya del sintagma albertià i suggereix la peculiar organització de diversos arcs de portes principals de Verona (entre ells el del Castel Vecchio, atribuït al mateix Vitruvi) mostrats per Serlio al seu llibre iii. Aquesta actitud compositiva evoca la proclivitat demostrada per Gaspar Gregori a l'Obra Nova de la catedral, cap a les diverses variants combinatòries en l'organització dels ordres columnaris clàssics i la seua conseqüent traducció a la traça de pedra picada. Posteriorment aquestes voltes rebrien plementeria de rajoles d'excel·lent factura, com quasi tota la del Col·legi, més tard es decoraria amb frescos, igual que tot el temple.

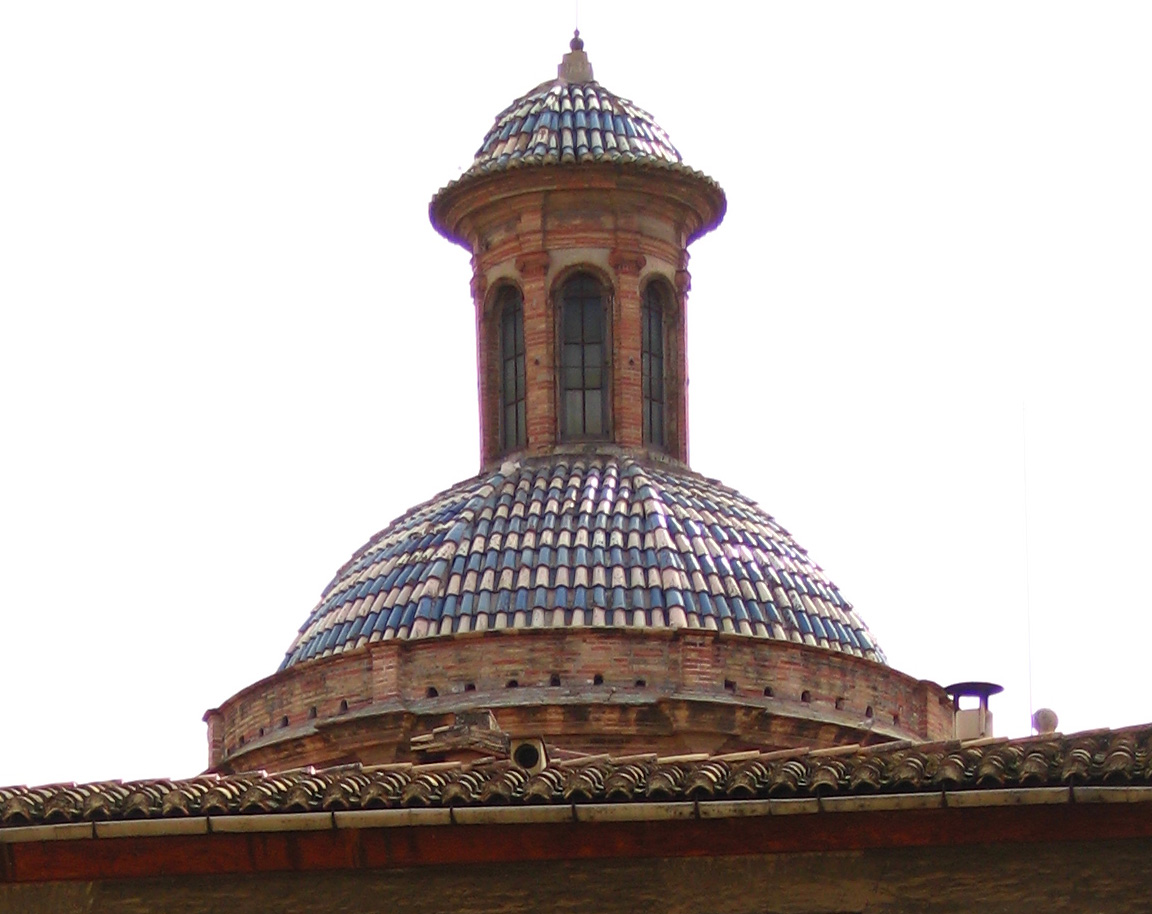
Vista de la Cúpula de teules blaves

Una problemàtica d'interès per a la comprensió arquitectònica de l'edifici i de les seues intencionalitats del seu procés projectiu, és el cobriment del creuer del seu temple. Primer es projectà com una cúpula de mitja taronja i llanterna feta tota en pedra, després a partir de 1595 es dissenya per a ser feta de maçoneria i amb un tambor bastant alt. En ambdós casos es dissenya amb un clar sentit sepulcral, ja que sota la cúpula s'havia de soterrar al patrocinador de l'obra, Joan de Ribera.
Segons es dedueix de les capitulacions del 1590, el creuer havia d'estar cobert per un «bóveda fornecina de punto redondo», que és una mitja taronja sense tambor amb un gran òcul zenital («oyo») de setze pams de diàmetre, sobre la qual s'alçava una gran llanterna amb columnes àtiques, coberta al seu torn per un petit casquet semiesfèric. A l'espai que quedava lliure entre els arcs d'arrancada i l'òcul de la llanterna, les capitulacions precisaven que es realitzara un «ornato de moldura de un palmo de ancho con un ovo a cada parte con su filete», i tota construïda en pedra. Segons aquestes indicacions és possible pensar que la cúpula inicial del Patriarca enllaçava directament amb les diverses experiències que s'estaven duent a terme en temples de l'àmbit valencià, preocupats per declinar la traça de la volta fornix albertiana (l'estructura de la cúpula del Panteó, amb òcul zenital) però, això sí, en la seua variant poligonal. Existien els precedents de la capçalera de l'església de Sant Martí de València, acabada el 1570 o la de l'església de Sant Jaume Apòstol d'Oriola, seguint traces de Jerónimo Quijano, ambdues amb amplis òculs zenitals coronats per àmplies llanternes. Per una altra banda les motllures amb òvuls previstes al casquet de la cúpula recorden a les emprades en altres estructures similars d'altres àmbits, com l'andalús, encara que també es deu tindre en compte que en algunes esglésies valencianes, on ja s'havien utilitzat de forma primerenca les voltes bufades de rajola de pla, com la del Salvador de Cocentaina, promoguda pel mateix Ribera i amb traces inicials de Gaspar Gregori (1576), però modificada i construïda pels germans Terol entre 1583 i 1591. La capella major d'aquesta es va decorar amb motllures de guix a manera de nervis interromputs per amplis cercles que van allotjar pintures sobre taula, composició aquesta que suggereix la projectada per a la capella del Col·legi del Patriarca. Encara que el 1590 encara no estigués definitivament decidida una decoració mural, i menys una tan abundant com la que pintà Matarana temps més tard.
L'any 1595 s'alterà el projecte del cimbori. Es té notícia d'un correu enviat a Conca «por un maestro para el cimborrio del Colegio» i que mesos més tard es feia una maqueta («modelo de madera»), per al mateix que decidiria les bases de l'actual cúpula. El resultat va ser un canvi de traces, pel qual s'erigí una cúpula de mitja taronja extradosada amb un llanternó destacat, i sobrett, sobre un elevat tambor circular. Així, la cúpula del Patriarca passava a ser la continuació més immediata de la que va ser la primera cúpula de mitja taronja sobre tambor de l'arquitectura espanyola, la del monestir d'El Escorial, amb la qual guarda paregut en la seua configuració exterior. S'ha de mencionar que ja a la meitat del segle xvi a València, a l'Hospital de València, Gaspar Gregori havia voltejat sobre un alt tambor huitavat una cúpula oval o de mitja llima, però sense extradosar, a manera de cimbori. Sens dubte aquest gir de projecte de la cúpula en direcció escorialenca es degué per la influència de la seua fàbrica monumental. Un altre exemple de la influència d'El Escorial és quan, en 1578 (encara per acabar la construcció), es mana a dibuixar el claustre dels evangelistes per a tindre'l com a model a Sant Miquel dels Reis o el mateix per Galeria de los Convalescientes aplicat al claustre del cementeri de la cartoixa de Portaceli, i per una altra banda, el 1590 es publicaren les estampes del monestir d'El Escorial. Així i tot, lluny de trobar-nos davant un genèric fenomen estilístic reductible al classicisme escorialenc, estem més bé davant una puntual recepció compositiva que, en el cas de la cúpula del Col·legi, a més s'adequava millor a la idea ressurreccional-sepulcral que havia de tindre la capella.

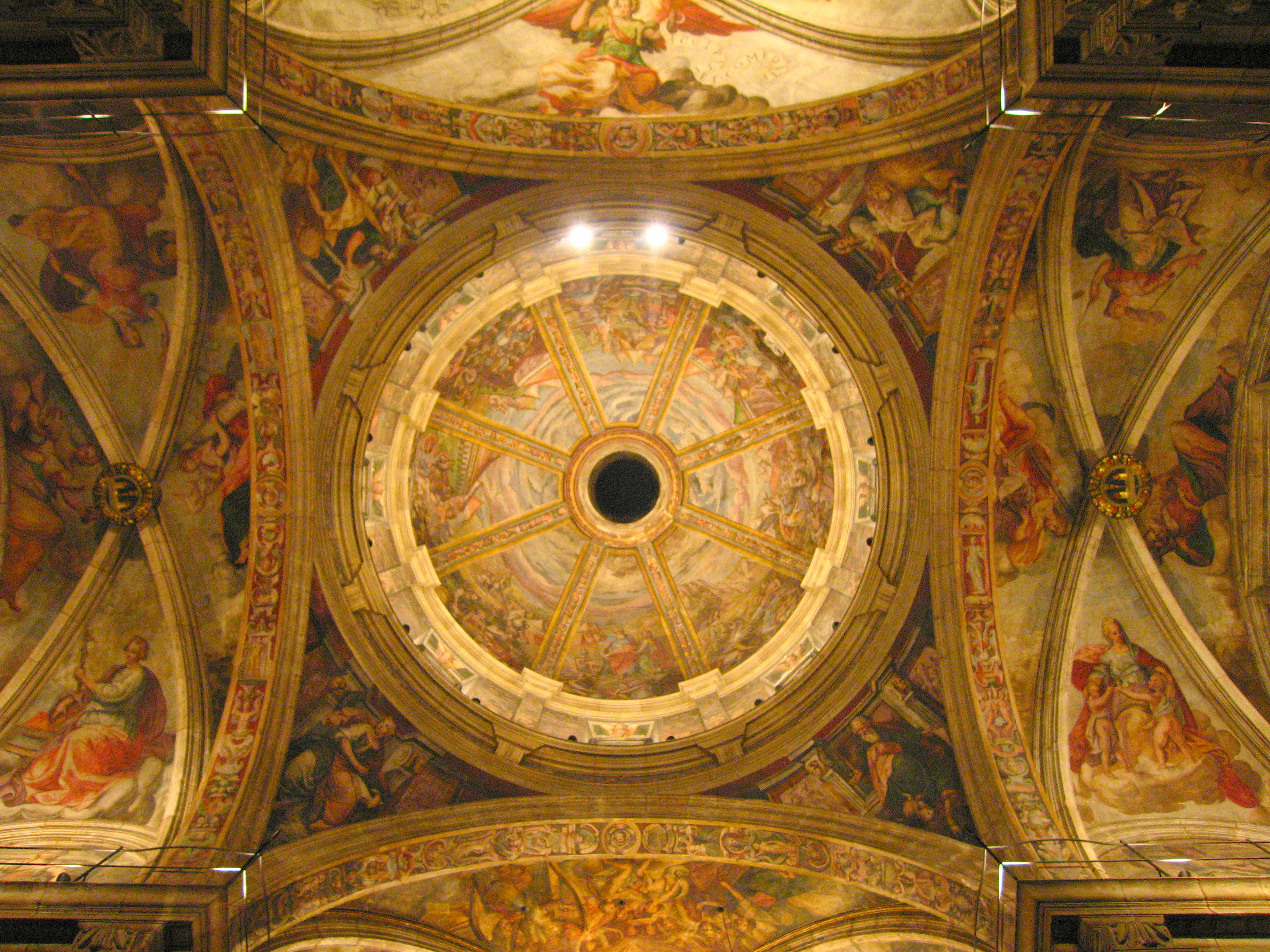
Vista zenital de la cúpula

El possible autor material d'aquest canvi, s'ha suggerit al pintor Bartolomé Matarana (ca. 1550- ca.1625). Actiu a Conca des de 1573 i al servei del Patriarca a partir de 1597, fou l'encarregat de la decoració al fresc de la cúpula i els murs de la capella, de la traça dels retaules en 1600 i possible coneixedor del disseny arquitectònic si considerem l'obligació contreta de «hacer las trazas que se pidieran para cualquier edifficio que convenga».
A la cúpula del Patriarca la severitat i el rigor clàssic de la composició dels buits de llums rectangulars del tambor, flanquejats per semicolumnes i entaulament dòric, o dels arquets de la llanterna amb pilastres jòniques, es tempera i recrea al mateix temps en traduir-se a tècniques de maçoneria (maó aplantillat i tallat) la coloració suau i rogenca es combina hàbilment amb el blau i blanc de les teules vidriades de l'extradós de la cúpula i la llanterna. Així es produeix una combinació culta, elegant i domèstica al mateix temps, com convenia al caràcter de l'edifici, diferenciant-se de la severitat i to àulic de la pedra granítica del monestir d'El Escorial.
No debades, aquesta aplicació de les tècniques de maçoneria al servei del classicisme àgil que demostra la cúpula i més dependències de l'edifici, foren un punt de partida decisiu per al futur desenvolupament de l'arquitectura siscentista valenciana, cada vegada més embocada a la més barata maçoneria. La repercussió d'aquesta cúpula va ser immediata: la capella de la Comunió al convent del Carme, l'església de la Companyia, l'església de la Cartoixa d'Aracristi (el Puig) o la basílica dels Desemparats. Fins i tot es podria apuntar que aquesta combinació de tipologia i ordenació classicista amb policromia ceràmica i material lleuger, traspassara les fronteres valencianes, a Sevilla a través de Leonardo de Figueroa, arquitecte que hi treballà o a Puebla (Nova Espanya) a través de Pedro García Ferrer.

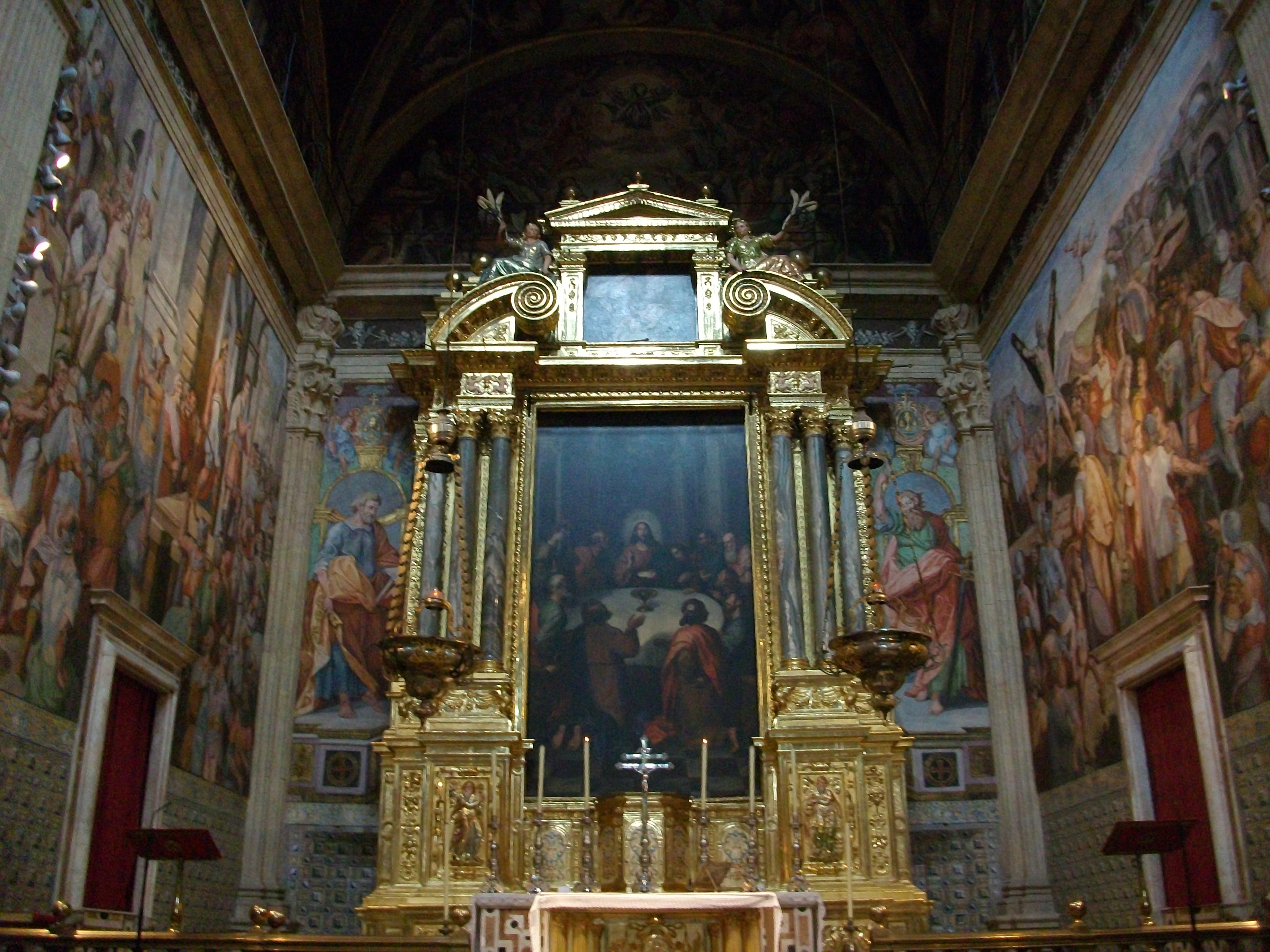
Retaule de l'altar major de l'església

Amb el gir compositiu i tipològic de la cúpula també es degué canviar el del marc arquitectònic. D'ençà que Francesco Pagano i Paolo de San Leocadio pintaren el presbiteri de la catedral a finals del segle xv, no s'havia produït a València un episodi pictòric tan important com el protagonitzat per Matarana en aquesta capella. Progressivament i des de la calota de la cúpula, l'interior del temple va acollir una abundant i proliferant pintura al fresc, feta per Matarana entre 1597 i 1605, sense un pla previ, ja que algunes escenes incorporaren fets posteriors al començament dels frescos (un exemple és l'entrada de les relíquies de sant Vicent Ferrer el 1601). Els temes d'aquest conjunt són l'exaltació de l'Eucaristia i de la Mare de Déu, desfilades triomfals de sants, fets miraculosos relacionats amb la veneració de relíquies, que varen inundar les plementeries de les voltes de creueria, la calota i les petxines de la cúpula, carcanyols i diafragmes de les tribunes, parets i voltes de les capelles. La necessitat de legibilitat, diàfana i a la vegada monumental, de l'escriptura sagrada a través de la pintura, guanyava la partida a l'hermètic llenguatge arquitectònic de la capella. Matarana també va realitzar les traces arquitectòniques dels retaules en la qual es va donar cabuda (especialment al retaule major) a una concepció més arquitectònica en la seua composició, trencant amb la tendència a la prolixa superposició de columnes i escenes, potenciant així una visió unitària amb només un quadre central. El retaule major dissenyat per Matarana i tallat per Francisco Pérez, conté el gran llenç corredís de Ribalta, Sant Sopar. Aquest és visible tots els dies menys divendres, quan es deixa veure una escultura de crist crucificat. El retaule amb el seu agrupament de columnes que trenquen el plànol, jocs de llum i ombra, innovadors registres ornamentals com estípits o grans volutes corbades, descobreixen una manera original de tractar el retaule i on els recursos miquelangelescos ja hi apareixen, posteriorment tindrien gran repercussió a les façanes retaule valencianes.
Una voluntat semblant d'innovació també es planteja als retaules de les capelles, també resultat de la col·laboració entre Matarana i Francisco Pérez, hi col·laboraren també altres talladors com Pedro de Gracia, al retaule de la Verge de la Antigua. Un altre tret important és el moblament del temple, amb els seus treballs amb els jaspis a les grades, cancell de l'altar major i sobretot a les portes laterals del creuer. En aquestes portes treballaren picapedrers experts, com Gaspar Bruel (tortosí) o Bartolomé Abril i Juan Bautista Semeria (genovesos). Igual que als retaules a les portes domina l'ordenament amb llinda, amb columnes sobre alts pedestals, entaulaments correctes i frontons volats i molt projectats, amb el protagonisme l'elegant combinació policroma dels marbres i l'estudiada visió entre els alts i immediats pedestals del temple.
Capelles de l'església:
- Capella de la Trinitat i Tots els Sants: aquesta capella conté actualment les despulles de Joan de Ribera, el fundador, en una urna coberta per la pintura que representa l'Última comunió de sant Joan de Ribera, del pintor Joan Baptista Sunyer de 1796. Anteriorment la capella estava presidida pel quadre l'Àngel Custodi de la Ciutat de València, del pintor italià Vincezo Conto i que ara es troba sota l'arcada del cor. Sobre l'altar se situa la Deisi o intercessió de santa Maria i sant Joan Baptista davant la Trinitat, i als col·laterals l'Assemblea dels Sants.
- Capella de les Ànimes Benaventurades: el seu retaule presenta el gran quadre de Federico Zuccaro pintat a Roma cap al 1600, que representa la Intercessió de la Mare de Déu i Crist per a l'alliberament de les ànimes del purgatori. Les pintures murals de Matarana i el seu equip (1603) representen els Sufragis oferts per Judes Macabeu després de la batalla i la Missa del papa sant Gregori al monestir del mont Celi, aquesta representada versemblantment com una celebració contemporània de la pintura en el mateix col·legi.
- Capella de la Mare de Déu de La Antigua: el seu altar està presidit pel quadre obra del portugués Vasco Pereira de 1600, que reprodueix la Icona de la Antigua de la catedral de Sevilla, flanquejada per les figures de Sant Joaquim i Santa Anna. Als col·laterals hi ha la Visitació a santa Isabel, on s'inclouen els retrats del carmelità Fra Francisco del Niño Jesús i del venerable Pere Munyós (ermità de Puçol i soterrat al creuer de l'església); la Fugida a Egipte, amb els retrats dels dominics fra Pedro Domingo de Anadón amb dos dels primers col·legials, i l'orant Miguel de Espinosa (bisbe auxiliar i encarregat de l'obra de la construcció i primer rector del Col·legi de Corpus Christi).
- Capella de Sant Vicent Ferrer: es construí per allotjar la relíquia de sant Vicent Ferrer, portada de Vannes per Joan de Ribera. El retaule el centra la pintura de Francesc Ribalta de 1605, la Curació miraculosa de sant Vicent a Avinyó el 1398, visitat per Jesucrist acompanyat de sant Doménec i sant Francesc d'Assís. Les pintures murals de la capella són obra de Bartolomeo de Matarana i del seu equip de fresquistes, 1603. Aquestes descriuen la processó celebrada a València el 1601 per rebre la relíquia vicentina i mostren les primeres representacions de diversos monuments característics de la ciutat, com ara la catedral (amb l'Obra Nova, la Porta dels Apòstols i el Micalet) o les Torres de Serrans.

La portada de l'església és interior i s'accedeix a través del vestíbul, també va ser executada per Guillem del Rei. S'insisteix en un ordenament de llinda, amb dobles columnes corínties i un àtic apaïsat flanquejat per petites volutes enroscades a la part superior, acusant un cert serlianisme en la seua composició.

### Claustre

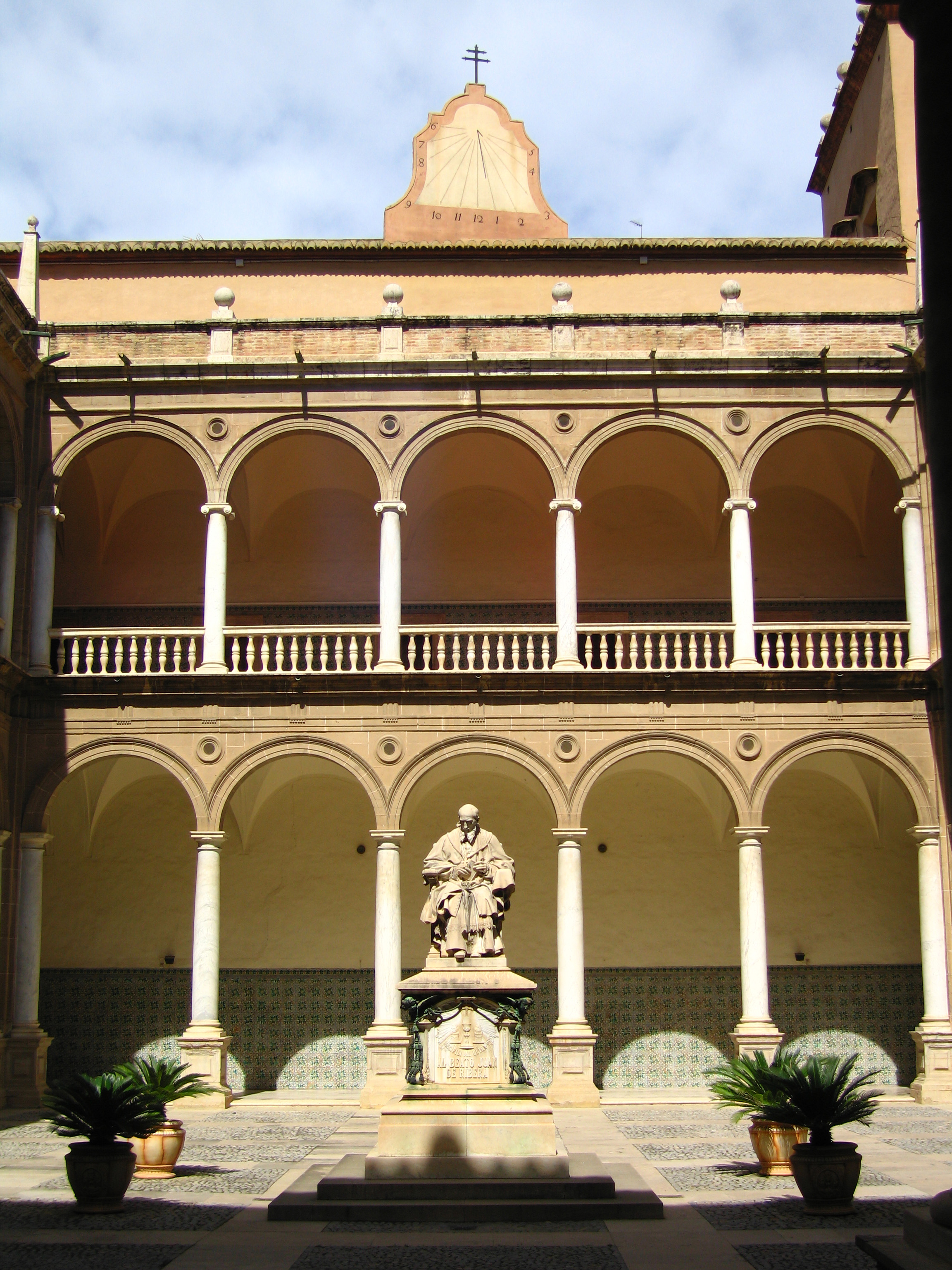
Claustre del Col·legi

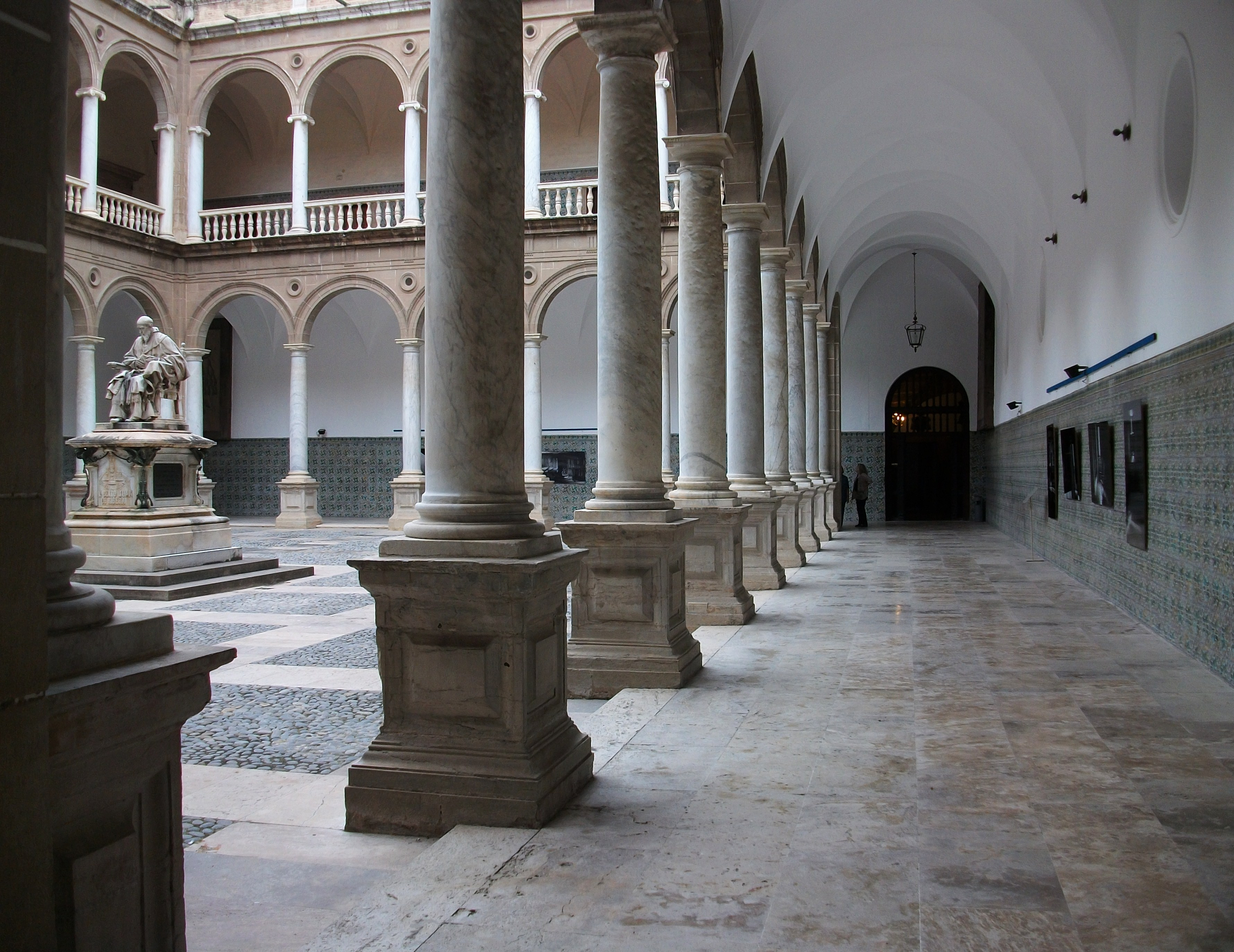
Claustre

És l'altre gran nucli del conjunt del Col·legi, al seu voltant es distribueixen les estances privades i les habitacions comunes.
La seua construcció va estar condicionada per la compra de les columnes de marbre de Carrara, procedents de Gènova i que estaven dipositades al port d'Alacant i de Cartagena. Estaven ací dipositades arran de la seua adquisició pels ducs de Pastrana per a la construcció d'un palau. Desistit el seu projecte, el Patriarca envià Guillem del Rei i Alonso Orts perquè les inspeccionaren, i foren adquirides a l'abril de 1599. S'establiren les capitulacions per a la construcció del claustre el novembre del mateix any, amb Guillem del Rei. Aquest disposava d'una traça que no podia modificar i que li havia sigut entregada per Miguel de Espinosa. Com ja havia ocorregut al claustre de la cartoixa de Portaceli, Guillem del Rei tenia unes columnes ja tallades i ell només hauria d'encarregar-se de col·locar-les segons el disseny preestablert.
El claustre és de planta rectangular, huit arcs laterals i cinc als extrems, amb dos pisos d'arcades sobre columnes de marbre blanc. El marbre blanc crea un contrast bícrom amb la pedra de Riba-roja dels pedestals i les dovelles, posant de manifest un plurilingüisme compositiu i tècnic.
La manera d'articular el pati, arcs sobre columnes, resulta una mica tradicional, allunyada del més nou a l'època que era el model d'arc-pilar i pilastra-entaulament. Amb aquest model s'estava construint el claustre de Sant Miquel dels Reis, que recollia la influència escorialenca. En general el claustre té un aspecte elegant i sobri, diàfan i viu, on destaca el cromatisme sever de les columnes i el rigor clàssic amb què s'articula bona part del conjunt.
Les columnes dòriques del primer pis proporcionen els pedestals, les arqueries de mig punt amb òculs als carcanyols i entaulament amb fris de tríglifs. Al pis superior les columnes jòniques es recolzen directament sobre el basament i estan separades per una balustrada, es repeteixen els òculs als carcanyols. L'entaulament es canvia per una motlluració senzilla (cornisa bastarda segons els documents) que és compensada amb l'ampit massís que recorre el claustre, amb boles i piràmides als cantons.
A banda de Guillem del Rei també hi participaren altres mestres com Bartolomé Abril o Juan Bautista Semeria, els quals van contractar la balusrada del segon pis (1600) i realitzaren també, tres anys després, la font que va estar enmig del pati, fins a 1896 en què fou substituïda per l'estàtua del fundador, obra de Marià Benlliure.
La construcció de les voltes dels laterals es feu a partir de 1602 de la mà dels mestres d'obra Guillem Roca i Alonso Orts, els quals s'encarregaren de la construcció de la major part de les voltes de rajola de pla de l'edifici. Les seues voltes arestades, més que d'aresta, en una successió contínua que moren al mur i només parcel·lades per arcs als cantons del claustre, constitueixen un exemple excel·lent de la maçoneria valenciana del segle xvi, observada també en claustres com el del convent del monestir de Llombai o del Convent del Carme, i que és hereva al seu torn del modern art de la pedra valencià de mitjans del segle xv.
En aquesta direcció destaquen nombroses dependències menors, les voltes de les quals tenen una gran versatilitat tècnica i compositiva, concebudes ja a la manera italiana però amb una tècnica que ve del quatre-cents valencià. Les voltes esquifades dels vestíbuls, refectori, biblioteca, les aristades del claustre, la d'aljub de la caixa d'escala, la de canó rebaixat i també d'aresta a la capçalera de la capella del Monument, totes executades amb netes tècniques de rajola de pla, fan que el Col·legi del Patriarca siga un dels primers edificis valencians en acceptar massivament aquesta tècnica constructiva renovada, ja al servei d'una imatge clàssica.

### Capella del Monument

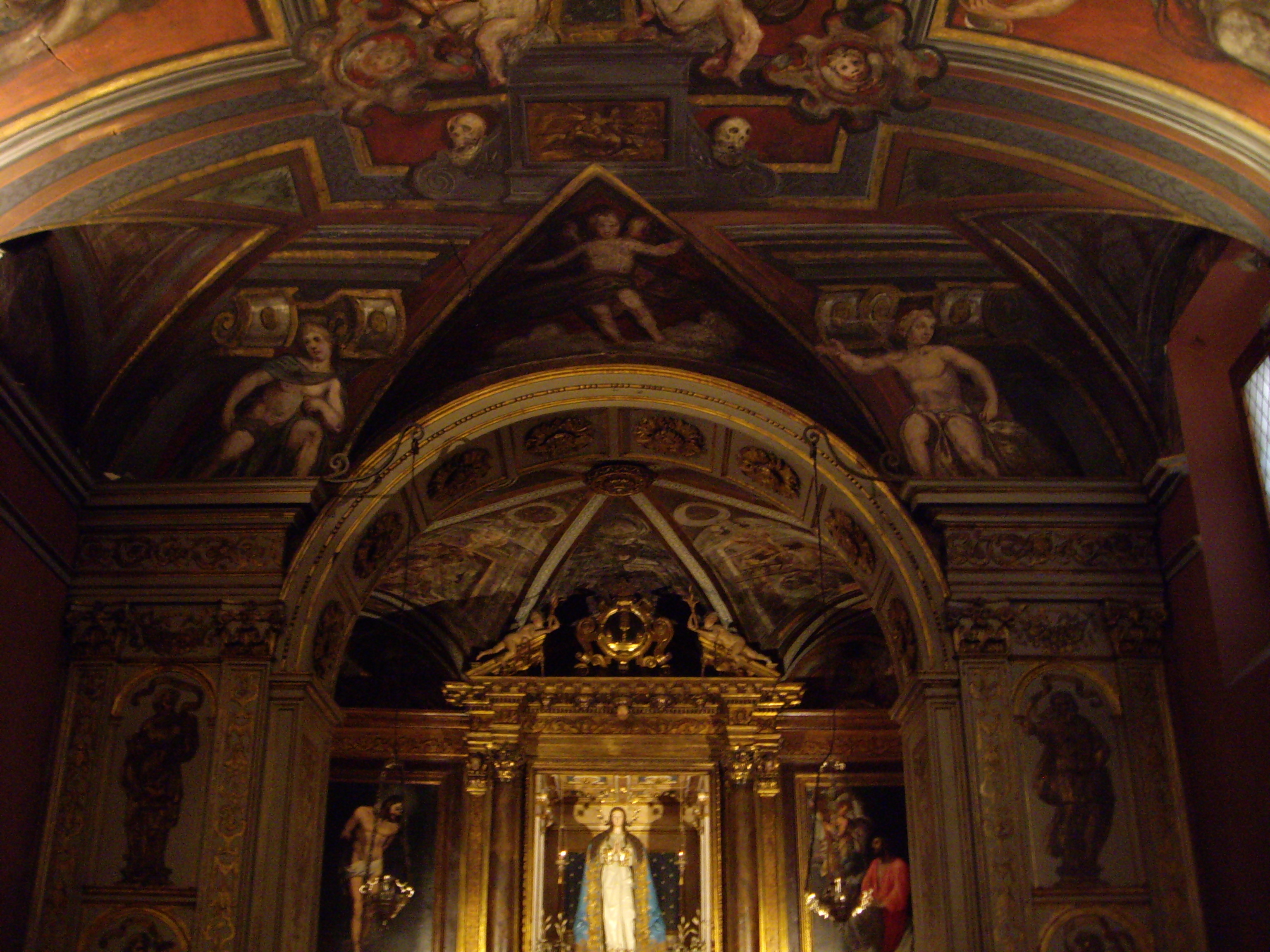
Altar de la Capella

Se situa a la dreta del vestíbul d'accés al claustre i enfrontada al temple. Es construí per contenir el monument de la Setmana Santa i fou concebuda com un espai reservat, a manera de reconditori. Té una portada de disseny similar a la de l'església. És un espai rectangular, d'execució acurada i decorada al fresc per Tomás Hernández, deixeble de Matarana, l'any 1606. Està coberta per una volta de canó rebaixada que acull petites llunetes i remata en una capçalera destacada, la volta de la qual (de gallons arestats) es resol en cantonada amb petites voltes arestades triangulars d'una factura impecable i novament deutores de la tradició constructiva del quatre-cents valencià.
Els executors de les voltes del conjunt del Col·legi foren Guillem Roca i Alonso Orts. Aquests expandirien la tècnica a altres edificis, com el convent de Santa Úrsula auspiciat pel mateix Joan de Ribera on treballà Roca, i a les esglésies de Sant Andreu i la de Sant Esteve, on treballà Orts.

### Escala

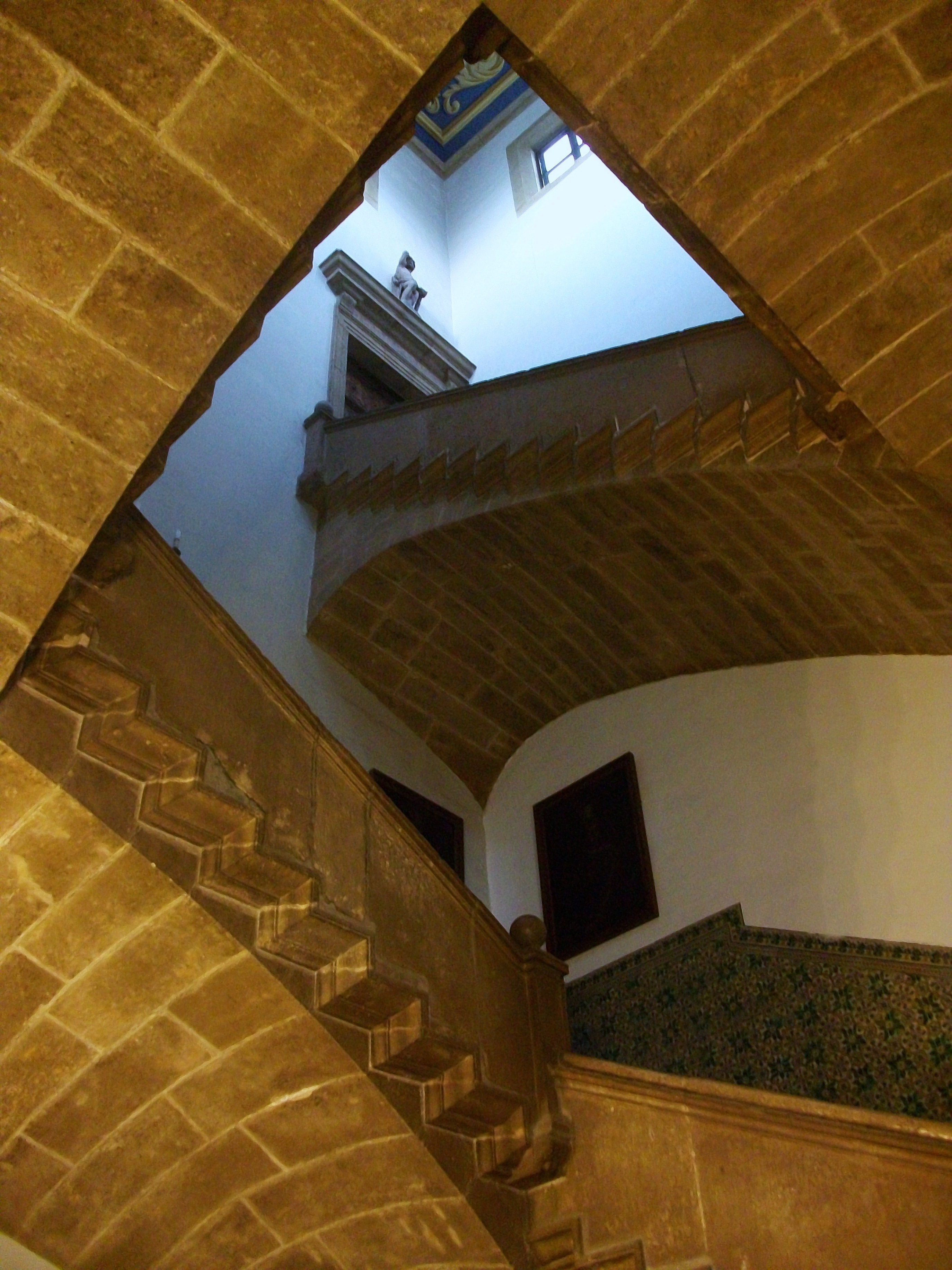
Escala de voltes del col·legi

L'any 1599 es contractà l'escala principal de l'edifici, que s'ubica a l'angle sud-est del claustre i és el punt d'unió dels dos pisos. L'any 1602 s'amplia per a connectar-la a la biblioteca del tercer nivell.
És sens dubte, l'escala de voltes més monumental de l'arquitectura valenciana. Les capitulacions d'aquesta es realitzaren amb el mestre Francesc Figuerola, de qui fins ara se n'ha sabut poc i què va apareixent com una figura destacada. Nascut a Xàtiva, és un possible deixeble de Gaspar Gregori (hi apareix als documents del Patriarca com architector picapedrer o lapicida sive architector en altres obres). Col·laborà amb son pare, del mateix nom, a l'església de Montesa el 1586 La seua facultat com a tracista és mencionada en diverses obres: entrega traces per al pont de la Mar, que té una estereotomia complicada, l'any 1591 per tal que foren revisades per Juan de Herrera. La seua activitat es prolongarà fins ben entrat el segle xvii, amb obres tan importants com la col·legiata de Xàtiva, on treballà a la capçalera (començada el 1596 i continuada durant el primer quart del segle xvii) de la qual fou mestre picapedrer i possible tracista. Aquest treball va meréixer al segle xviii elogis per part de Joan Baptista Coratjà, matemàtic novator i expert en arquitectura, per la seua excel·lent montea. Una altra obra seua seria la façana de l'església de l'Assumpció d'Almansa, per a la qual dona traces el 1619.
La seua participació en l'obra del Patriarca és del 1598, quan treballa a l'obra de jaspis d'una cancel·la de la capella major de l'església. Però aquest treball li fou problemàtic, ja que en no complir els acord (potser per ser inexpert amb el treball del jaspi), en fou apartat de l'obra. Se n'ocupà el mestre milanès Joan Maria Quetze, aleshores Figuerola pogué ocupar-se'n millor de l'obra de l'escala.
El 1602 l'escala s'amplià a càrrec dels mestres Joan Baixet, Bartolomé Abril i Joan Maria Quetze, que ja feia temps que hi treballaven per al Col·legi en treballs de jaspi i obrant portades.
Ja en el segle xviii aquests tipus d'escala, de més d'una volta, foren admirades, com el que escrigué Tosca al seu tractat de «montea» (1712) : «es el más frecuente, y anque sus cortes sean más dificultosos, pero es mucho mayor su magestad, y hermosura, y aun mayor la seguridad de su fábrica». Així l'escala del Patriarca s'erigeix com el desenllaç de la moderna estereotomia valenciana de la segona meitat del segle xv i tot el xvi, fent vàlida la consciència de la seua importància edilícia dins del medi arquitectònic valencià, expressat d'una manera clara el 1565 quan els escollits del gremi de pedrapiquers afirmaren d'aquestes escales: «molta primor, y de tanta importancia com son sglesies, capelles e claustres». La seua evident ostentació d'estereotomia, amb les seues voltes escarseres suspeses a l'aire, atrevits i elevats desviatges, a filades perpendiculars a la paret de la caixa, complexos encontres en aresta sortint amb un especejament de dovelles en «v», o sense ella, provocant un accelerat tancament continu, sens dubte fou més valorat que qualsevol declinació del codi clàssic.
Les seues múltiples voltes marcaven el punt més àlgid d'aquest prototipus d'escala, el més important del renaixement valencià. Hi existiren exemples anteriors d'aquest tipus d'escales de més d'una volta, com la del Palau d'En Bou, o ja amb tres voltes la del Col·legi de Sant Doménec d'Oriola feta el 1565, en una fase d'obres en què hi hagué presència d'artistes valencians. També va seguir aquest model l'escala del monestir de Sant Miquel dels Reis, traçada per Joan d'Ambuesa en 1582 i a la qual s'afegí un tram de maçoneria després de consultar-ho amb Gaspar Gregori. Amb una construcció quasi paral·lela a aquesta del Patriarca, va ser la del mateix Sant Miquel dels Reis, als peus del temple i que en unir (amb un esquema preimperial) dues escales de tres voltes, obtenia un caràcter molt monumental, com aquesta del Col·legi del Patriarca. Aquest caràcter de monumentalitat no va passar desapercebut pels arquitectes del segle xviii, i tingué el seu ressò a l'escala de la Casa de la Duana de València de 1758 feta per Felip Rubio.

### Façana

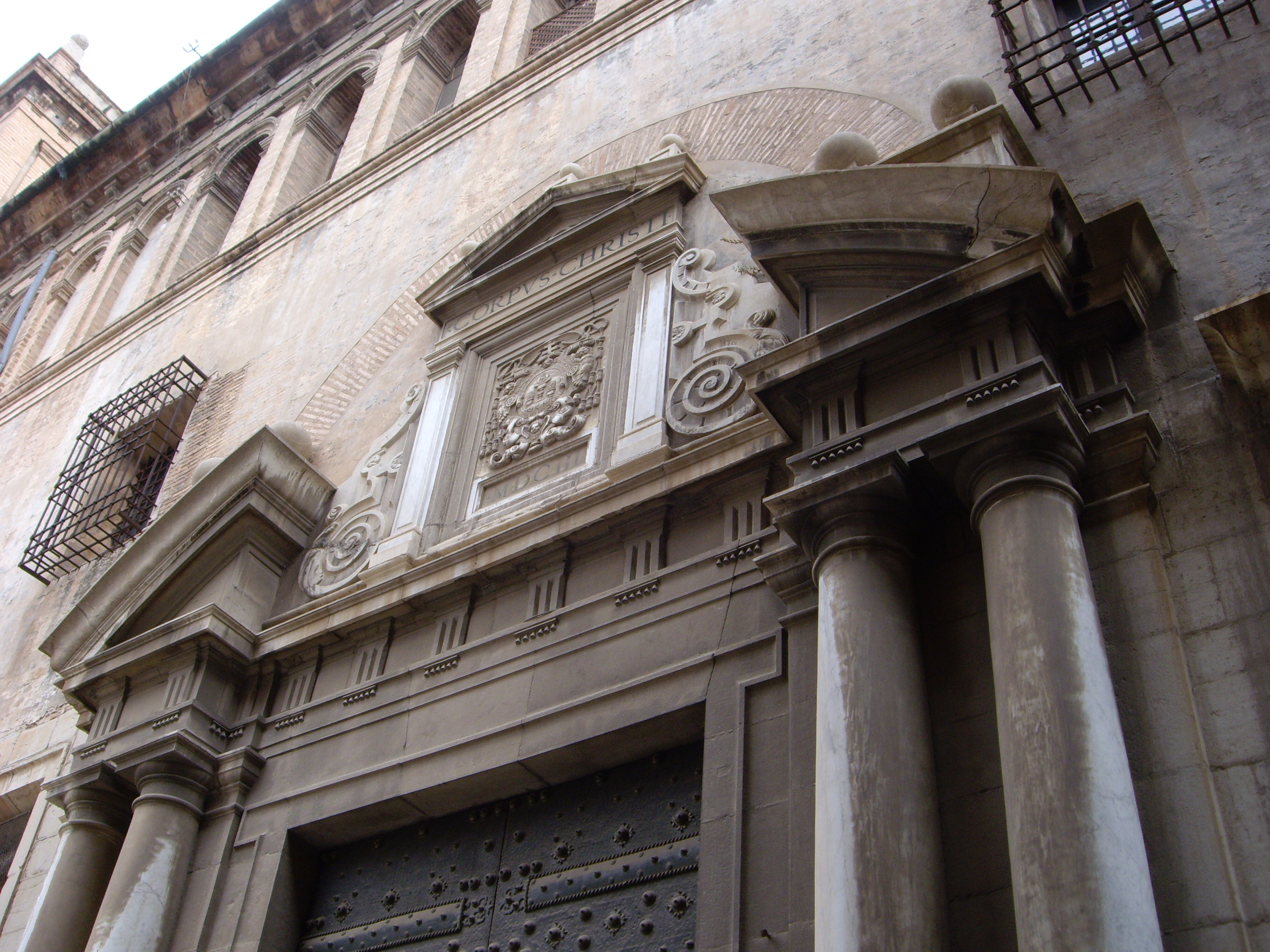
Portada del Col·legi

La façana del Col·legi del Patriarca, que recau a l'actual plaça del Patriarca i enfronta l'edifici de la Universitat, destaca pel seu parament sever, concentrant un acurat tractament compositiu a la portada, la galeria d'arquets superior i la torre campanar situada al cantó.
La portada s'acabà el 1603, i igual que la resta de portes del conjunt s'obri amb un poderós arc de llinda, que dona entrada al vestíbul, concebut aquest com un atri del temple. Les seues columnes dòriques, de marbre genovés com les del claustre, se situen aparellades i mig embegudes al mur, destaquen a l'exterior amb fons de transpilastres o amb els plints i frontons. Aquests elements ja indiquen un tractament volumètric que és a la vegada sobri i plàstic, propi del classicisme ornamentat que imposa la creixent influència dels models vignolescos, procedents de la coneguda Regola, traduïda el 1593.
Tota la façana superior es construí a partir de 1593 pels mestres Miguel Rodrigo i Antonio Morona. Està recorreguda per una galeria ordenada al mode dòric, amb un potent entaulament de tríglifs i mètopes (semblant al que s'acabava d'acabar a la torrassa de la Generalitat) i finestres ordenades amb el sintagma albertià en una concentració d'arquets i arquets amb un trepidant efecte visual, i tot treballant amb mestria tècnica amb rajoles aplantillades i tallades.
La torre del campanar també s'ordena a la clàssica, amb un cos foradat per arcs de mig punt i encaixat de pilastres, model que assentarà les bases per a la majoria de campanars de les esglésies parroquials que es reformen a partir del segle xvii. Sembla, segons el plànol de 1608 d'Antonio Mancelli que la torre originalment estava rematada amb una cuculla recoberta de teules vidriades a joc amb la cúpula, element que influirà en alguns edificis de l'època, com a la Casa de la Sirena a Alfara del Patriarca.

## Pintura
- Retaule major. Francesc Ribalta

## Museu del Patriarca

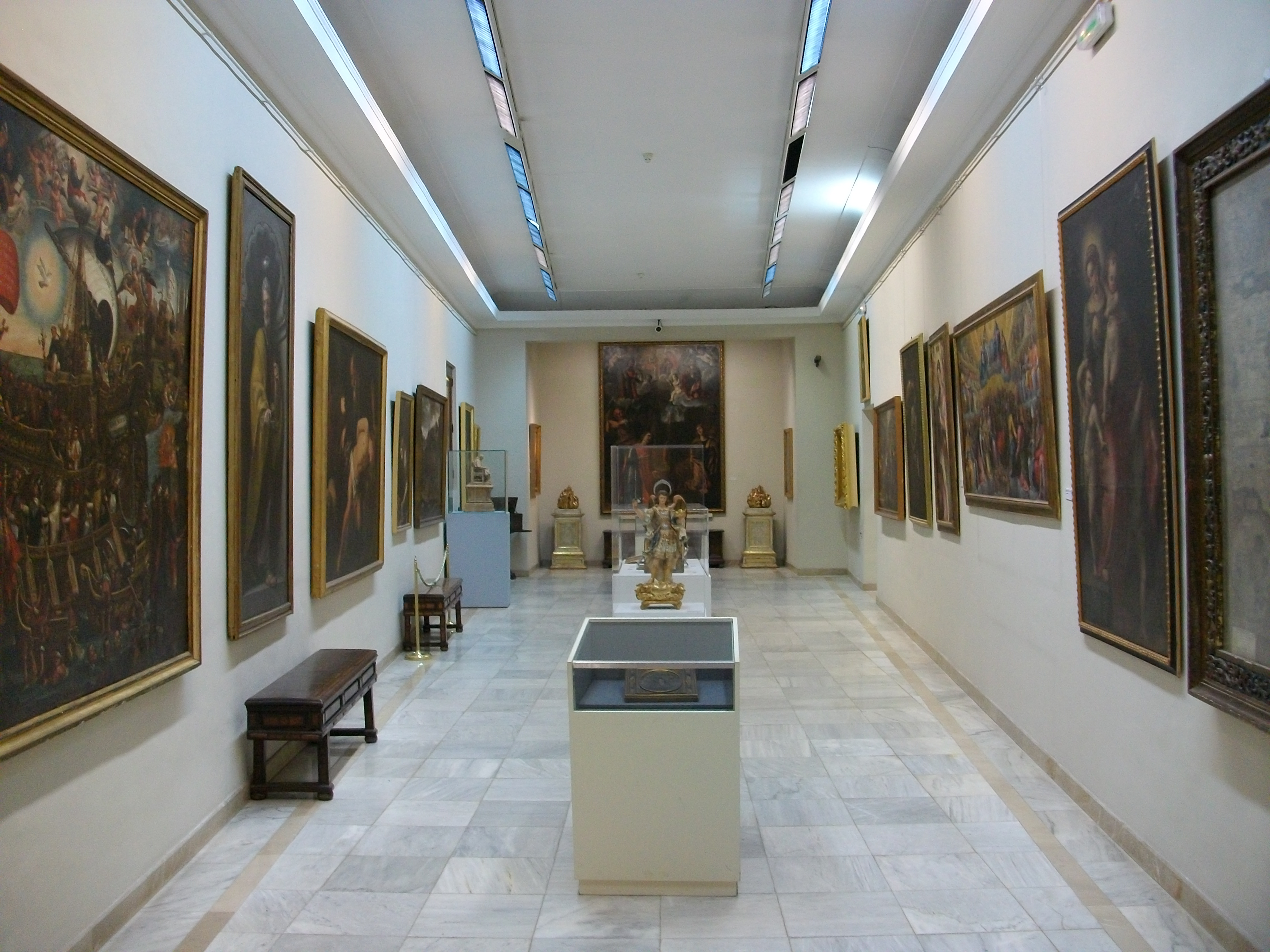
Museu del Patriarca

El museu està format per les diferents peces que el Patriarca Ribera anà reunint en la seua col·lecció, pel seu mecenatge i per donacions al Col·legi. Així les peces del museu mostren el gust de la València contrareformista.
Al museu es poden observar interessants obres:
- Pintura: Escoles Valencianes (Mestre de Perea, Paolo de San Leocadio, Fernando Yáñez de la Almedina, Miquel Esteve, Joan de Joanes, Nicolau Borràs, Joan Sarinyena, Francesc Ribalta, Joan Ribalta, Pedro de Orrente, Jeroni Jacint Espinosa, Esteve March, Vicent Requena o, ja més modern, Pinazo); Castellana (Luis de Morales, José Jiménez Donoso i els tres llenços del Greco), Flamenca (amb el Tríptic de la Passió de Dirk Bouts, Jan Provoost, Pieter de Kempeneer també conegut com a Pedro de Campaña, Mabuse), Italiana (Giovanni Baglione, Pier Francesco Mazzucchelli, dit Il Morazzone, Scipione Pulzone, Bernardino Luini, Giovanni Battista Ricci) i còpies de grans mestres com Caravaggio, Rafael, Sebastiano del Piombo, Ticià o Andrea del Sarto.

- Escultura: una Immaculada d'Alonso Cano, el Patriarca Ribera, situada al pati, de Benlliure i un crucifix romànic (segle xiii).

- Creu en fusta de boix, del Mont Atos (segle xiv).

- Tapís de Pere de Campaña (segle xvi).

- Objectes diversos: una arqueta amb un manuscrit de Thomas More, documents (còdex i dissenys per a la construcció de l'edifici), orfebreria, un mapamundi del segle xvi, atribuït a Petrus Plancius.

## Personatges destacats
- Juan Aguilar. Primer director de la cobla de ministrils.[21]
- Pablo de Mora Jaraba (Oriola 1716 - c. 1790). Alumne del Reial Col·legi Seminari de Corpus Christi. Regalista, arribà a ministre del Consejo Real de Castilla.
- Gerònim Anicet Baylon (? - 1684). Mestre de Capella del Reial Col·legi Seminari de Corpus Christi des del 1677 al 1684.
- Antoni Montesinos (Carlet ca. 1754 - València, 1822) compositor, mestre de capella del Reial Col·legi Seminari de Corpus Christi des del 1787 al 1822.
- Vicent Lleó i Balbastre (València 1870 - Madrid 1922). Alumne del Reial Col·legi Seminari de Corpus Christi. Compositor.
- Vicent Ripollès i Pérez. Compositor, mestre de capella del Reial Col·legi Seminari de Corpus Christi des del 1895 al 1903.
- Francesc Peñarroja (la Vall d'Uixó 1868 - la Vall d'Uixó 1920). Compositor, professor catedràtic de Composició del Conservatori de València i mestre de capella del Reial Col·legi Seminari de Corpus Christi des del 1910 al 1920.
- Salvador Gea. Laic, compositor, mestre de Capella del Reial Col·legi Seminari de Corpus Christi des del 1920 al 1944[22]
- Vicent García Julbe (Vinaròs 1903 - 1997). Compositor i musicòleg, mestre de capella del Reial Col·legi Seminari de Corpus Christi des del 1944 al 1949.
- Joaquím Piedra Miralles. Mestre de capella del 1950 al 1971.[23]
- Emili Meseguer Bellver. Mestre de capella del 1977 al 2013.[24]

## Biblioteca i arxius del Col·legi del Patriarca

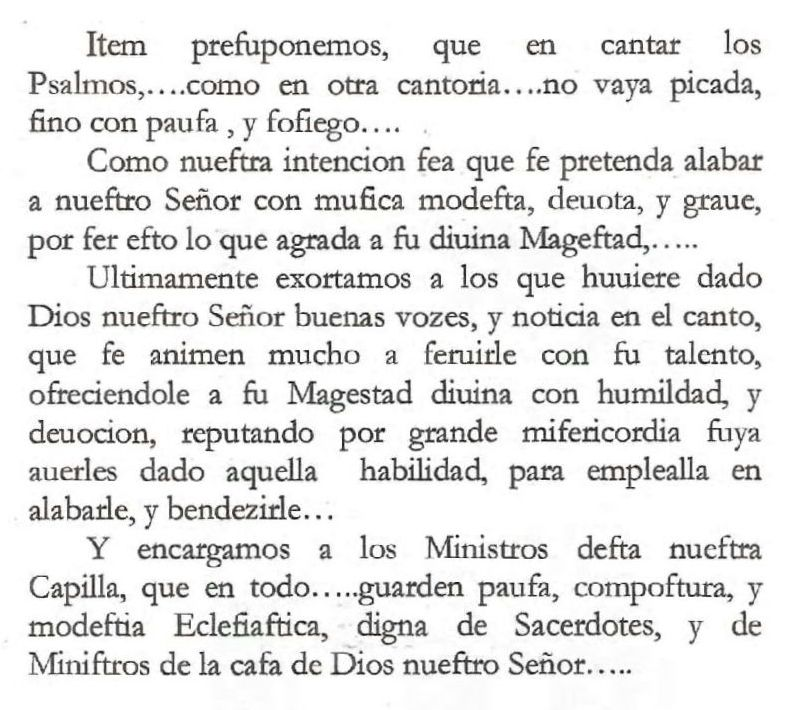
De les «Constituciones de la Capilla del Colegio del Corpus Christi»

- Biblioteca de Sant Joan de Ribera. Documents del segle xvi.
- Arxiu de Protocols del Real Col·legi Seminari de Corpus Christi de València (APCCV) del segle xiv al xix.
- Arxiu de Música. segle xvi - xviii.[25][26]
- Arxiu-biblioteca mayansiana. segle xviii.
- Arxiu del Reial Col·legi Seminari. Des de la seua fundació.